# Ferdo Kravanja
Ferdo Kravanja (partizansko ime Peter Skalar), slovenski delavec, član organizacije TIGR, partizan in organizator narodnoosvobodilne borbe na Tolminskem, * 10. avgust 1912, Čezsoča, † 10. oktober 1944, Paljevo pri Desklah.

## Življenje in delo
Rodil se je v družini malega kmeta in kmetice. V rojstnem kraju je končal osnovno šolo. Delal je na kmetiji in drugod. Učitelj Franc Sivec je v Čezsoči organiziral ilegalno celico in vzgojil vrsto bodočih revolucionarjev. Med njimi so bili najodločnejši Ferdo Kravanja, Ivan Ivančič, Franc Kavs, Edi Mlekuž, Leopold Čopi in Ivan Šuler. 18. aprila 1931 sta Kravanja in Ivan Ivačič iz protesta proti ustrelitvi bazoviških žrtev Ferda Bidovca, Zvonimirja Miloša, Frana Marušiča in Alojza Valenčiča zažgala osnovni šoli v Bovcu in Čezsoči, požig šol v Plužni in Logu pod Mangartom pa se ni posrečil. Poleti 1931 je na Jesenice izseljeni Andrej Čopi iz Kala-Koritnice pripravil sestanek med Kravanjo in Francem Kavsom z Danilom Zelenom in Bertijem Rejcem na državni meji pod Jalovcem. Kravanja in sodelavci iz Čezsoče so sedaj tu prevzemali antifašistični tisk in orožje ter se urili v streljanju. Kravanja je prehajal državno mejo tudi na Bogatinu in Ratečah ter se v Ljubljani, Jesenicah in drugod sestajal z voditelji TIGR-a. Na povratku v domače kraje ga je 24. februarja 1933 fašistična policija v Beli Peči ujela ter odpeljala v Rim, da je odslužil vojaški rok. Domov se je vrnil 27. avgusta 1934. Po vrnitvi domov je nadaljeval z ilegalnim delom. Da se je izognil vojni v Etiopiji je 19. julija 1935 pobegnil v Jugoslavijo. Nekaj časa je živel na Jesenicah, nato pa se zaposlil pri podjetju Slograd. Ker ga je stalna zaposlitev ovirala pri protifašističnemu delu na Primorskem se je oprijel krošnjarstva, nosil s tigrovci čez mejo orožje in ilegalno literaturo ter z njimi v Kobaridu organiziral 29. septembra 1938 atentat na Benita Mussolinia. Atentat, ki žal ni uspel, pa naj bi izvedel Franc Kavs. Zaradi intervencije nemške in italijanske vlade so oblasti v Jugoslaviji Kravanjo aretirale in na procesu v Beogradu obsodile na 5 let ječe. Kazen je prestajal v Sremski Mitrovici in Nišu. Ob nemškem napadu na Jugoslavijo je ušel iz zapora ter se vrnil v Slovenijo. Tu se je pridružil Danilu Zelenu in Antonu Majniku, ki sta se skrivala v bunkerju blizu naselja Pri Cerkvi-Struge. Ko so spremenili skrivališče in se umaknili v Lovšinovo gozdarsko kočo na Malo goro so jih tam 13. maja 1941 obkolili karabinjerji. V oboroženem spopadu, prvem v Sloveniji, se je Danilo Zelen, da ne bi padel v roke fašistom sam ustrelil, Kravanja pa obstrelil in bil ujet. Tudi Majnik je bil ujet, a je uspel v okovih pobegniti. Ranjenega Kravanjo so prepeljali v bolnišnico v Kočevje. Ko se je zavedel, je v kočevski bolnišnici trdil, da je Srb Djuro Jovanović iz Chicaga. Ranjenega so nato prepeljali v ljubljansko bolnišnico, od koder so ga aktivisti Osvobodilne fronte oktobra 1941 rešili. Nato se je še nekaj časa skrival v Ljubljani. 26. maja 1942 je odšel v partizane na Dolenjsko, od tam pa kasneje na Primorsko. Od avgusta 1942 je bil aktivist Osvobodilne fronte in tudi sekretar okrožnega komiteja Komunistične partije Slovenije in okrožnega odbora Osvobodilne fronte za tolminsko in zahodnoprimorsko okrožje. Med potovanjem na sejo pokrajinskega odbora Osvobodilne fronte iz Benečije na Lokve nad Gorico je bil pri zaselku Paljevo smrtno zadet v glavo. Pokopali so ga Desklah, po osvoboditvi pa v Čezsoči. Njegovo partizansko ime je bilo Peter Skalar. Po njem se imenuje Dom Petra Skalarja, planinska koča v Kaninskem pogorju.